# Valerio Ruggeri
Valerio Ruggeri (Cinisello Balsamo, 12 febbraio 1934 – Roma, 4 luglio 2015) è stato un attore e doppiatore italiano.

## Biografia
Attore teatrale, lavorò dall'inizio degli anni sessanta nella compagnia di Dario Fo e Franca Rame in una serie di lavori portati anche in televisione dalla Rai, tra le quali: L'uomo nudo e l'uomo in frac, I tre bravi, Un morto da vendere, Parliamo di donne, Isabella, tre caravelle e un cacciaballe.
Doppiatore dalla fine degli anni cinquanta, sua la voce dell'onesto Nels Oleson ne La casa nella prateria, lavora anche in versioni di commedie di Shakespeare in lingua inglese, tradotte in italiano come Riccardo III, Sogno di una notte di mezza estate, Pene d'amore perdute. È anche stato molto attivo nel doppiaggio di film Disney, soprattutto nella voce di Tappo il coniglio nei cortometraggi, mediometraggi e lungometraggi di Winnie the Pooh.
Inoltre aveva doppiato anche Herbert nei Griffin dalla decima alla tredicesima stagione.

## Filmografia

### Cinema
- Il Gattopardo, regia di Luchino Visconti (1963)
- Un tranquillo posto di campagna, regia di Elio Petri (1969)
- Mordi e fuggi, regia di Dino Risi (1973)
- Il delitto Matteotti, regia di Florestano Vancini (1973)
- Un genio, due compari, un pollo, regia di Damiano Damiani (1975)
- Fantozzi, regia di Luciano Salce (1976)
- Questo sì che è amore, regia di Filippo Ottoni (1978)

## Doppiaggio

### Film
- Ken Watanabe in Il ragazzo dal kimono d'oro, Il ragazzo dal kimono d'oro 2
- David Kelly in La fabbrica di cioccolato
- Jon Key in Harry Potter e i Doni della Morte - Parte 2
- Fritz Feld in Herbie sbarca in Messico
- Peter Boyle in Santa Clause è nei guai
- Dominique Zardi in Delicatessen
- Frank Minucci in Ghost Dog - Il codice del samurai
- Seymour Cassel in Mille pezzi di un delirio
- MacIntyre Dixon in Popeye - Braccio di Ferro
- Patrick Cranshaw in La figlia del mio capo
- Leslie Carlson in Videodrome
- Norman Rossington in La casa delle ombre lunghe
- Ian Abercrombie in Inland Empire - L'impero della mente
- Nicholas Ray in Hair
- Larry Keating in Quando i mondi si scontrano (ridoppiaggio)
- Charles K. Gerrard in Un nuovo imbroglio (ridoppiaggio)
- Jacques Herlin in Uomini di Dio

### Film d'animazione
- Tappo in Le avventure di Winnie the Pooh, Winnie the Pooh alla ricerca di Christopher Robin, Winnie the Pooh: Tempo di regali, T come Tigro... e tutti gli amici di Winnie the Pooh, Buon anno con Winnie the Pooh, Pimpi, piccolo grande eroe, Winnie the Pooh: Ro e la magia della primavera, Winnie the Pooh e gli Efelanti, Il primo Halloween da Efelante e Winnie the Pooh - Nuove avventure nel Bosco dei 100 Acri
- nonno Higurashi in Inuyasha the Movie - Un sentimento che trascende il tempo, Inuyasha the Movie - La spada del dominatore del mondo
- Waldorf in I Muppet e il mago di Oz, I Muppet e Muppets 2 - Ricercati
- Professore e Vecchio Raven in I 12 mesi
- Mastro Giuseppe in Le avventure di Pinocchio
- Dottor Ōnishi in Akira (doppiaggio 1992)
- Segretario in La gabbianella e il gatto
- Capo Reparto in Pilù, l'orsacchiotto con il sorriso all'ingiù
- Grimsby in La sirenetta II - Ritorno agli abissi
- Sam McKeane in Atlantis - Il ritorno di Milo
- Baldassarre in Ben Hur
- Abner in Mucche alla riscossa
- Saggio Kutnecht in La sposa cadavere
- Rudy in Le follie di Kronk
- Monsieur Calmel in La bottega dei suicidi
- Vescovo in Shrek

### Serie televisive
- Richard Bull (st. 5-9) in La casa nella prateria
- Luis Uribe in María Mercedes

### Serie animate
- Tappo in Le nuove avventure di Winnie the Pooh, Il libro di Pooh e I miei amici Tigro e Pooh
- Edvarg in Guru Guru - Il girotondo della magia e Guru Guru - Il batticuore della magia
- Voci secondarie in Le nuove avventure di Lupin III, Lupin, l'incorreggibile Lupin e Lupin III - L'avventura italiana
- Gran Consigliere in Pretty Cure e Pretty Cure Max Heart
- Voci secondarie in Occhi di gatto
- Maestro Perboni in Cuore
- Francis Griffin (ep. 5x10, 8x2), Franz Gutentag e Herbert (ep 4x25-26; st. 10-13) ne I Griffin
- Prakash ne I Dalton

### Videogiochi
- Merlino in Bugs Bunny: Lost in Time[1]

## Prosa televisiva RAI
- All'insegna delle sorelle Kadar, regia di Mario Landi, trasmessa il 5 maggio 1957
- L'uomo nudo e l'uomo in frac, regia di Dario Fo, trasmessa il 20 marzo 1962
- Un mese per morire, commedia di Janet Green, regia di Giacomo Colli, trasmessa l'8 novembre 1974